# Rhacocleis germanica
Rhacocleis germanica är en insektsart som först beskrevs av Herrich-Schäffer 1840.  Rhacocleis germanica ingår i släktet Rhacocleis och familjen vårtbitare. Inga underarter finns listade i Catalogue of Life.